# تانغ يو
تانغ يو (بالصينية: 鄧耀) هو شخصية أعمال صيني، ولد في 1935.